# Kusîkivți, Litîn
Kusîkivți (în ucraineană Кусиківці) este un sat în comuna Hromadske din raionul Litîn, regiunea Vinnița, Ucraina.

## Demografie
Componența lingvistică a localității Kusîkivți
     Ucraineană (99,77%)
Conform recensământului din 2001, majoritatea populației localității Kusîkivți era vorbitoare de ucraineană (99,77%), existând în minoritate și vorbitori de alte limbi.